# 野岩羽線
野岩羽線（やがんうせん）は明治時代に栃木県今市から福島県会津若松を経由して、山形県米沢に至る、下野街道沿いに鉄道を敷設することで会津・奥羽本線方面の短絡線を目的とした路線構想である。
江戸時代においては下野街道は会津藩・米沢藩はじめ奥州諸藩が参勤交代や物資輸送の際の短絡路として利用されただけでなく、日光と出羽三山を短絡する参詣の旅人などの往来がありいわば脇街道の側面があったことからの鉄道構想である。
しかし鉄道線としての計画は一体化したものでなく、改正鉄道敷設法別表に掲げる予定線のうち第26号の「山形県米沢ヨリ福島県喜多方ニ至ル鉄道」、第33号の「栃木県今市ヨリ高徳ヲ経テ福島県田島ニ至ル鉄道…（以下略）」と既存の幹線を補完する鉄道計画線に留まったことや、山地を縦断する計画路線のため難工事が予測されたこと、沿線に鉄道開発を促すための鉱山資源が存在しないことなどから工事は進まなかった。
現在では東武鬼怒川線・野岩鉄道会津鬼怒川線・会津鉄道会津線（・只見線）・磐越西線経由で今市（下今市駅）から喜多方駅まではたどり着けるが、その先の米沢駅までは喜多方駅から熱塩駅まで日中線が営業していた時期もあったものの、特定地方交通線として廃止されており、現在は国道121号での往来は可能でも、この間を結ぶ公共交通機関は存在しない。